# Letana infurcata
Letana infurcata är en insektsart som beskrevs av Sigfrid Ingrisch 1990. Letana infurcata ingår i släktet Letana och familjen vårtbitare. Inga underarter finns listade i Catalogue of Life.